# Fulvio Nesti
Fulvio Nesti (Lastra a Signa, 8 giugno 1925 – Firenze, 19 gennaio 1996) è stato un calciatore italiano.

## Carriera
Fulvio Nesti nasce a Lastra a Signa, in provincia di Firenze, e gioca le sue prime partite si campi di calcio del suo paese, mettendosi in mostra, soprattutto durante gli anni della guerra, per la sua determinazione nel gioco e il suo vigore fisico in un'Italia in cui i giovani della sua generazione rischiano il richiamo alle armi. Milita nelle Signe fino al 1942.
Subito dopo la guerra trova la possibilità di giocare prima nella Fiorentina, senza però mai debuttare in prima squadra, poi nel 1946 viene ceduto in Serie B nella Scafatese dove gioca due campionati.
Notato dal presidente della SPAL, Paolo Mazza, viene acquistato dalla squadra ferrarese. A Ferrara ritrova, l'anno successivo, l'ex compagno di squadra a Scafati De Vito e nel 1948 inizia il primo dei suoi quattro campionati in biancoazzurro.
Nesti arriva alla SPAL proprio nell'anno in cui ha appena spiccato il volo per la Fiorentina il suo compaesano Egisto Pandolfini (anzi Nesti, il cui cartellino è ancora dei toscani, è parte della contropartita che i viola offrono a Mazza per Pandolfini) e anche per Fulvio vi è la speranza di poter trovare nella SPAL il trampolino di lancio per una sfolgorante carriera al pari di tanti giovani che in quegli anni vengono lanciati dal Mago di campagna.
L'opportunità però arriva al termine del suo quarto campionato alla SPAL, ovvero nel 1952, dopo che al termine del suo primo campionato di Serie A - l'esordio del toscano avviene il 9 settembre 1951, prima partita in serie A della SPAL, contro la Juventus e con il risultato di 1 a 1 - quando Mazza decide di privarsi del forte mediano di interdizione - capace di correre per tutti i 90 minuti di gioco - cedendo alle richieste dei grandi club che hanno aperto un'asta per avere Nesti.
La concorrenza viene vinta dall'Inter che inserisce nella propria rosa - accanto a Ghezzi, Lorenzi, Nyers e Skoglund, il ventisettenne Nesti. La partenza è folgorate perché nei primi due campionati in neroazzurro Nesti colleziona 58 gare segnando 3 reti. Oltre a ciò la soddisfazione più grande: l'Inter di Alfredo Foni conquista due scudetti consecutivi e per Nesti si apre anche la porta della Nazionale.
Nesti resta a Milano 5 campionati, in tempo per giocare nel 1957/58 assieme al suo compaesano Pandolfini nel frattempo approdato all'Inter, oltre ad esordire in Nazionale il 26 aprile 1953 a Praga in una partita che vede gli azzurri sconfitti per 2 a 0 dalla Cecoslovacchia. La sua avventura in azzurro si concluderà l'anno successivo ai Mondiali di calcio di Svizzera il 23 giugno 1954 dove, nella disastrosa partita persa per 4 a 1 contro gli elvetici
segnerà l'unica rete azzurra.
A 32 anni per Nesti giunge il momento di ridimensionare le proprie ambizioni calcistiche e, dopo 158 partite e 6 goal in Serie A oltre a 2 partite in coppe europee con l'Inter, scende di nuovo nella serie cadetta con il Prato. Dopo due campionati di Serie B ed uno di Serie C, a 35 anni Nesti chiude con il calcio.

## Statistiche

### Cronologia presenze e reti in nazionale
| Cronologia completa delle presenze e delle reti in nazionale ― Italia | Cronologia completa delle presenze e delle reti in nazionale ― Italia | Cronologia completa delle presenze e delle reti in nazionale ― Italia | Cronologia completa delle presenze e delle reti in nazionale ― Italia | Cronologia completa delle presenze e delle reti in nazionale ― Italia | Cronologia completa delle presenze e delle reti in nazionale ― Italia | Cronologia completa delle presenze e delle reti in nazionale ― Italia | Cronologia completa delle presenze e delle reti in nazionale ― Italia |
| Data                                                                  | Città                                                                 | In casa                                                               | Risultato                                                             | Ospiti                                                                | Competizione                                                          | Reti                                                                  | Note                                                                  |
| --------------------------------------------------------------------- | --------------------------------------------------------------------- | --------------------------------------------------------------------- | --------------------------------------------------------------------- | --------------------------------------------------------------------- | --------------------------------------------------------------------- | --------------------------------------------------------------------- | --------------------------------------------------------------------- |
| 26-4-1953                                                             | Praga                                                                 | Cecoslovacchia                                                        | 2 – 0                                                                 | Italia                                                                | Coppa Internazionale                                                  | -                                                                     |                                                                       |
| 11-4-1954                                                             | Parigi                                                                | Francia                                                               | 1 – 3                                                                 | Italia                                                                | Amichevole                                                            | -                                                                     |                                                                       |
| 17-6-1954                                                             | Losanna                                                               | Svizzera                                                              | 2 – 1                                                                 | Italia                                                                | Mondiali 1954 - 1º turno                                              | -                                                                     |                                                                       |
| 20-6-1954                                                             | Lugano                                                                | Belgio                                                                | 1 – 4                                                                 | Italia                                                                | Mondiali 1954 - 1º turno                                              | -                                                                     |                                                                       |
| 23-6-1954                                                             | Basilea                                                               | Svizzera                                                              | 4 – 1                                                                 | Italia                                                                | Mondiali 1954 - 1º turno                                              | 1                                                                     |                                                                       |
| Totale                                                                |                                                                       | Presenze                                                              | 5                                                                     |                                                                       | Reti                                                                  | 1                                                                     |                                                                       |

## Palmarès

### Club

#### Competizioni nazionali
- Campionato italiano: 2

Inter: 1952-1953, 1953-1954
- Serie B: 1

SPAL: 1950-1951
- Serie C: 1

Prato: 1959-1960